# Mimi Kestelijn-Sierens

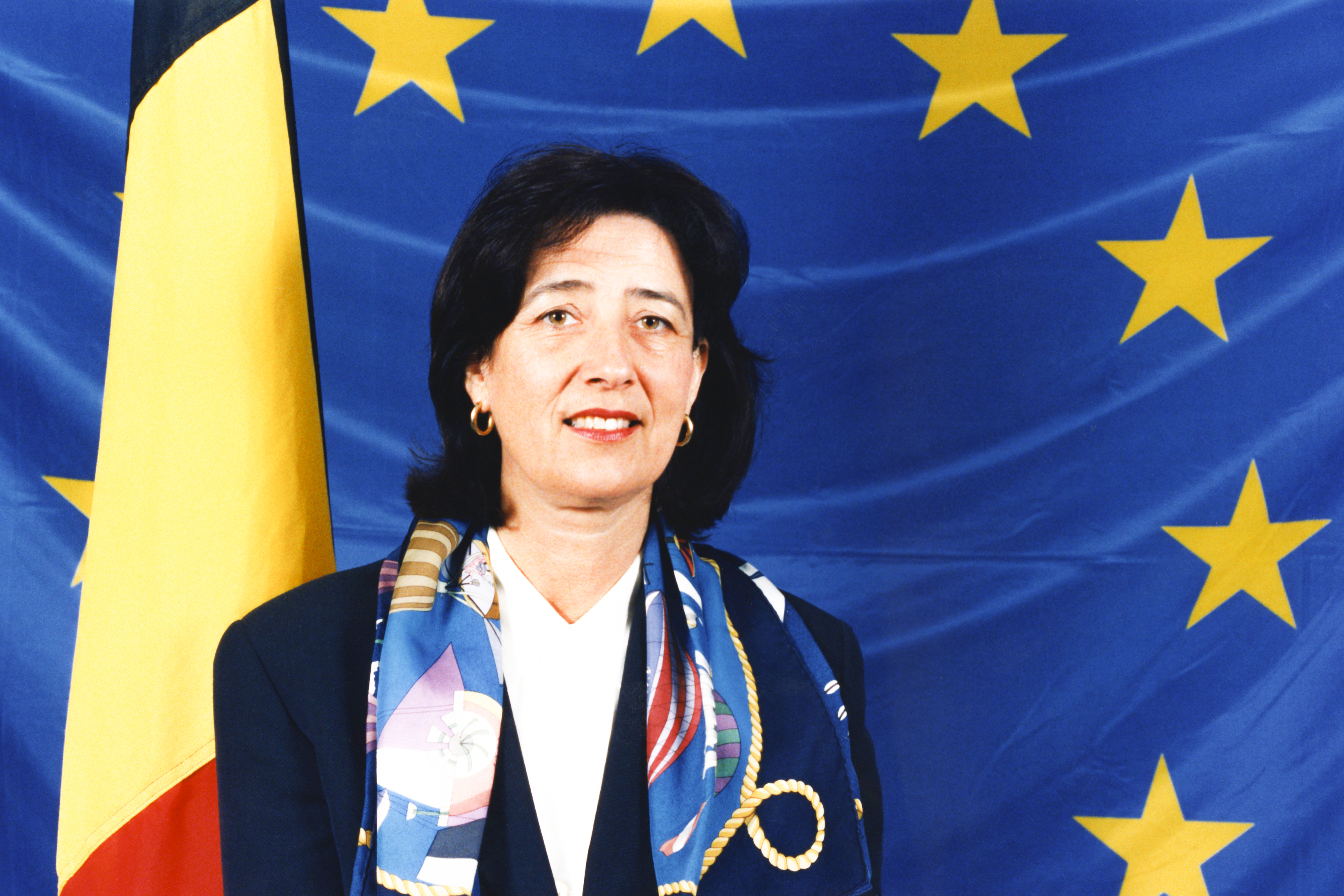
Mimi Kestelijn-Sierens in 1994

Marie-Paule (Mimi) Kestelijn-Sierens (Poperinge, 28 mei 1945) is een voormalig Belgisch politica van de CVP en later van de VLD.

## Carrière
Ze behaalde de diploma's van licentiate in de toegepaste economische wetenschappen en kandidate in de ziekenhuiswetenschappen aan de KU Leuven en trouwde met dokter Paul Kestelijn.
Zij werd van 1976 tot 1986 stafmedewerker bij de Gewestelijke Ontwikkelingsmaatschappij en van 1986 tot 1987 kabinetsattaché bij minister Paul Deprez. Ze was ook actief in de vereniging van christelijke middenstandsvrouwen CMBV.
Van 1987 tot 1991 zetelde Kestelijn-Sierens voor het arrondissement Brugge in de Kamer van volksvertegenwoordigers, als verkozene voor de CVP.
In de periode februari 1988-november 1991 had ze als gevolg van het toen bestaande dubbelmandaat ook zitting in de Vlaamse Raad. De Vlaamse Raad was vanaf 21 oktober 1980 de opvolger van de Cultuurraad voor de Nederlandse Cultuurgemeenschap, die op 7 december 1971 werd geïnstalleerd, en was de voorloper van het huidige Vlaams Parlement.
Daarna werd ze van 1991 tot 1996 voorzitter van de raad van bestuur van het Vlaams Instituut voor het Zelfstandig Ondernemen. In 1993 maakte ze de overstap van de CVP naar de VLD.
Van 1994 tot 1999 was ze lid van het Europees Parlement en daarna was ze voor deze partij van 1999 tot 2003 gecoöpteerd senator in de Senaat. Van 1999 tot 2003 was ze Belgisch afgevaardigde in de Parlementaire Assemblee van de Raad van Europa en in de Assemblee van de West-Europese Unie.
In de gemeentepolitiek was ze actief als gemeenteraadslid in Brugge, een mandaat dat ze uitoefende van 1989 tot 1994.